# 斯尼克 (亞利桑那州)
斯尼克（英語：Scenic）是位於美國亞利桑那州莫哈維縣的一個人口普查指定地區。根據2010年美國人口普查，該地人口為1643人，而該地的面積約為42.75平方千米。

## 地理
斯尼克的座標為36°47′37″N 114°00′46″W / 36.79361°N 114.01278°W，而該地最高點為海拔高度546米（即1791英尺）。